# شهرستان آسو، کوماموتو

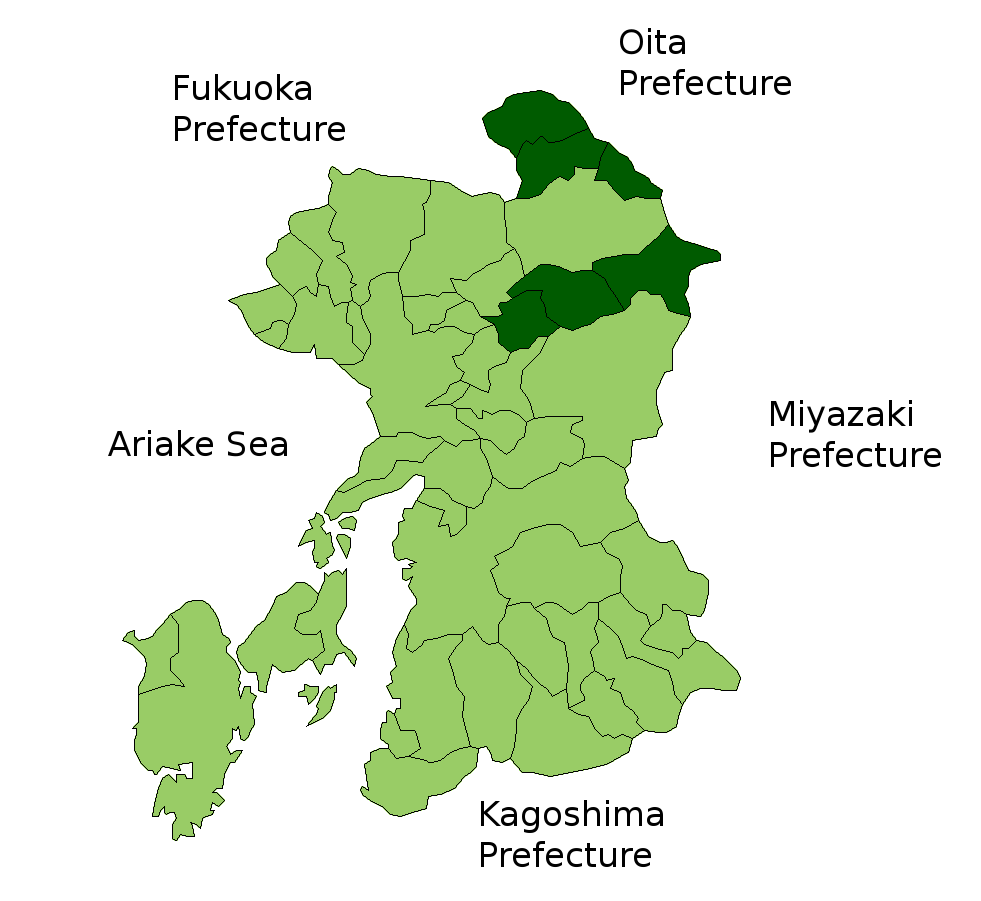

شهرستان آسو (انگلیسی: Aso District, Kumamoto) یکی از شهرستان‌های ژاپن است که در استان کوماموتو در ژاپن واقع شده است.